# HR 8799 e

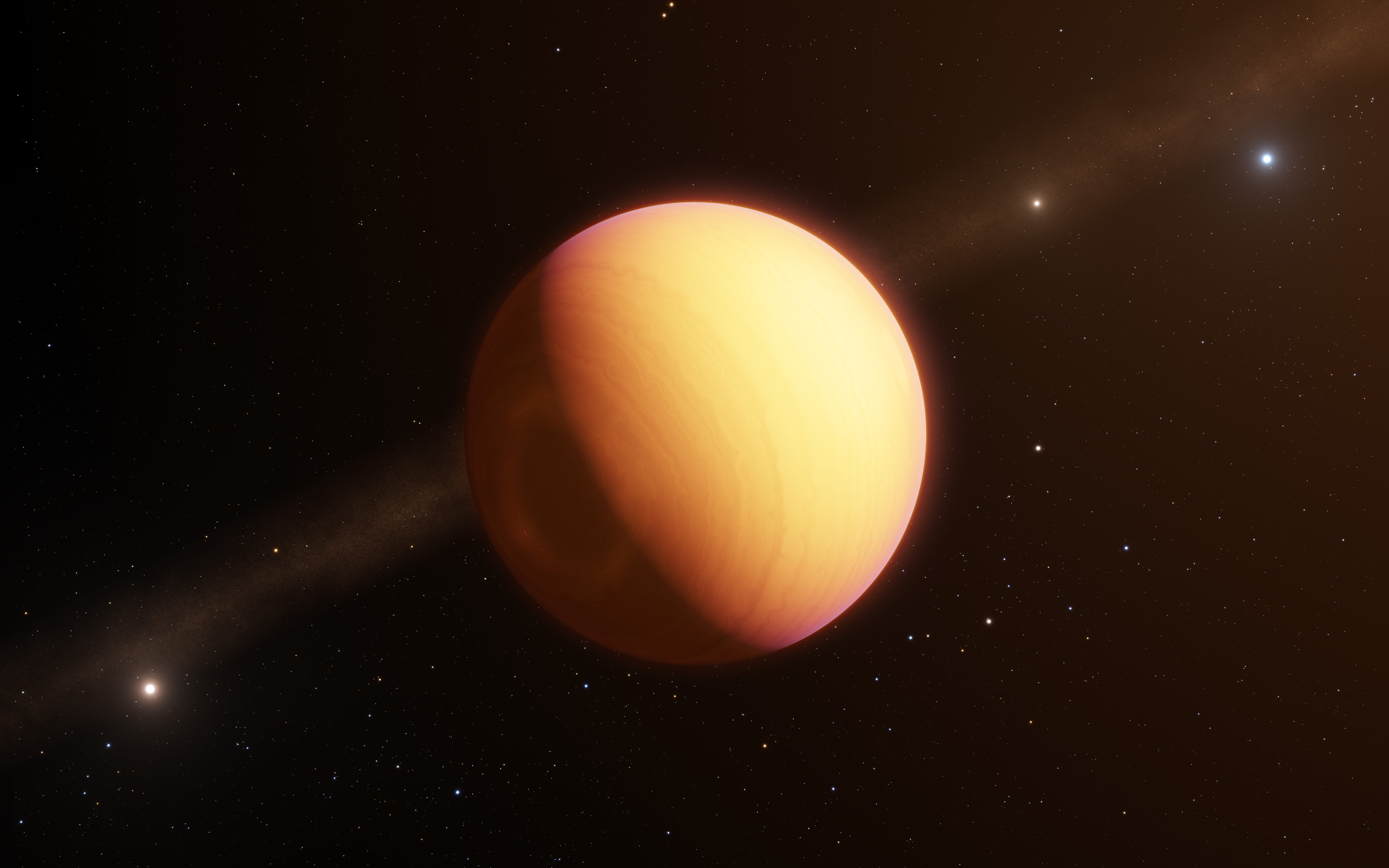
Umělecké ztvárnění HR 8799 e jako horkého plynného obra.

HR 8799 e je exoplaneta v souhvězdí Pegase obíhající HR 8799, hvězdu typu lambda Boötis vzdálenou přibližně 129 světelných roků od Země. Její hmotnost činí 5 až 10 hmotností Jupiteru.

## Popis
HR 8799 e byla v pořadí čtvrtou objevenou planetou extrasolárního systému HR 8799. Představuje mladého, horkého a objemného plynného obra v relativně blízké vzdálenosti od mateřské hvězdy HR 8799, která by ve sluneční soustavě odpovídala dráze mezi Saturnem a Uranem. Ve viditelném spektru planeta stále září červeně.
V dosud známém čtyřčlenném systému planet „b“, „c“, „d“ a „e“ obíhá na nejbližší orbitě k mateřské hvězdě, ve vzdálenosti 14,5 AU, odhadnuté na základě poměru úhlové vzdálenosti změřené přímým pozorováním ku vzdálenosti hvězdy od Země. Přibližná doba jednoho oběhu činí 50 roků.

## Objev
Americko-kanadský tým pod vedením Christiana Maroise z Národní vědecké rady Herzbergova institutu astrofyziky dovodil existenci planety na základě analýzy dat pořízených v letech 2009 a 2010 Keckovou observatoří v mikrovlnných pásmech K a L. Objev byl oficiálně zveřejněn 22. listopadu 2010.
Samostatná práce informující o detekci HR 8799 e, od týmu vedeného Thaynem Curriem za použití Velmi velkého dalekohledu, byla publikována o šest týdnů později. Následná pozorování Velkým binokulárním dalekohledem ukázala, že spektrum i teplota planety jsou podobné dalším dvěma členům systému HR 8799 c a HR 8799 d.

## Pozorování
Blízká infračervená spektroskopie v pásmu 995 až 1 769 nanometrů provedená z Palomarské observatoře potvrdila přítomnost methanu a acetylenu. Naopak čpavek ani oxid uhličitý detekovány nebyly. Vědci však nenalezli vysvětlení, proč spektrum obsahovalo vysokou absorpci methanu na rozdíl od tří zbývajících planet, když všechna čtyři planetární tělesa disponovala podobnými teplotními podmínkami atmosféry.
Evropská jižní observatoř 27. března 2019 oznámila výsledek z interferometru Velmi velkého dalekohledu (VLTI) snímajícího HR 8799 e prostřednictvím zařízení GRAVITY pro pokročilé vyhledávání obrázků. Jednalo se o vůbec první přímé pozorování exoplanety za použití optické interferometrie. Desetkrát detailnější spektrum, než při předchozích sledováních, odhalilo exoplanetární systém atmosféry s mračny železitého a křemičitého prachu vířenými celoplanetární bouří. Vedoucí týmu Sylvestre Lacour k tomu uvedl:
„Naše analýza ukázala, že HR 8799 e v atmosféře obsahuje daleko více oxidu uhelnatého než methanu — což z hlediska chemické rovnováhy nebylo předpokládáno. Tento překvapivý výsledek můžeme nejlépe vysvětlit vysokými kolmými větry v atmosféře neumožňujícími reakci oxidu uhelnatého s vodíkem za vzniku methanu.“